# Pi of the Sky
Pi of the Sky – naukowy projekt badawczy powstały z inicjatywy prof. Bohdana Paczyńskiego służący do automatycznej obserwacji nieba w poszukiwaniu rozbłysków optycznych pochodzenia kosmicznego. Aparatura zainstalowana była w obserwatorium Uniwersytetu Warszawskiego w Las Campanas Observatory na pustyni Atacama w Chile. W realizacji projektu uczestniczył zespół naukowców i inżynierów z Instytutu Problemów Jądrowych im. Andrzeja Sołtana, Instytutu Fizyki Doświadczalnej UW, Instytutu Systemów Elektronicznych Politechniki Warszawskiej, Wydziału Fizyki Politechniki Warszawskiej, Centrum Fizyki Teoretycznej PAN i Centrum Badań Kosmicznych PAN. Obserwacje Pi of the Sky były prowadzone od 2004 do 2017 roku. W 2008 roku zaobserwowano rozbłysk gamma oznaczony GRB 080319B.

## NUDP
NUDP to protokół powstały w 2005 roku początkowo na potrzeby astrofizycznego projektu Pi of the Sky. Protokół ten służy do komunikacji komputerów z kamerami za pośrednictwem interfejsu Ethernet (LAN) w topologii master-slave. Jego zastosowanie to lokalne uproszczone sieci sensorowe (WSN).
Impulsem do powstania nowego protokołu było płynne przejście ze stosowanego w prototypie kamer CCD interfejsu USB. Z powodu ograniczonych zasobów platformy sprzętowej, opartej na mikrokontrolerze serii 8051 i układ FPGA, należało zaimplementować „lekki” stos sieciowy bez protokołu TCP, a więc tylko ARP, IP/ICMP oraz UDP.
Powszechnie znany protokół UDP zapewnia wsparcie przez wszystkie współczesne systemy operacyjne, jednak nie gwarantuje, że datagramy dotrą do odbiorcy we właściwej kolejności oraz że w ogóle dotrą i zostaną odebrane. Te wady koryguje właśnie protokół NUDP, który jest kapsułkowany w protokole UDP jako jego dane.
NUDP składa się z dwóch głównych pól: nagłówka oraz opcjonalnie danych (data). Nagłówek NUDP składa się z 8 bajtów. Rozmiar pola danych nie przekracza 1450 bajtów tak, aby wszystkie nagłówki (IP, UDP, NUDP) wraz z danymi zmieściły się w maksymalnym rozmiarze ramki Ethernet. Struktura pakietu NUDP prezentuje się następująco:
[FF 00 TY CH NU MB ER HI] [optional data]
- FF 00 – ID, 2 bajty identyfikujące w zapisie szesnastkowym

- TY – bajt type, którego bity reprezentują:
  - 7 – bit ACK, bit potwierdzenia, ustawiany tylko przez kamerę – slave (nigdy przez komputer – master)
  - 6..4 – wersja protokołu (dla obecnej implementacji są to zera)
  - 3..0 – typ pakietu (type of packet, top)

- CH – checksum, suma kontrolna, przyjmuje taką wartość, aby suma 8 bajtów całego nagłówka liczona w słowie 8-bitowym wynosiła 0, inaczej jest to zanegowana 8-bitowa suma pozostałych 7 bajtów nagłówka

- NU MB ER HI – 32-bitowe pole number, gdzie HI to najbardziej znaczący bajt MSB, może też być interpretowane jako 2 pola 16-bitowe

Typy pakietów (pole top):
- 0 – wykonaj polecenie, pole number zawiera numer (kod) polecenia i opcjonalnie jego argumenty
- 1 – RFU (zarezerwowane)
- 2 – ustaw wartość rejestru, numer rejestru w polu number (32-bitowa przestrzeń adresowa), wartość w polu data
- 3 – odczytaj wartość rejestru, numer rejestru w polu number
- 4 – ustaw wartość rejestru, numer rejestru w polu NU MB (16-bitowa przestrzeń adresowa), wartość w polu ER HI
- 5 – odczytaj wartość rejestru, numer rejestru w polu NU MB
- 6 – retransmisja pakietu danych RAW
- 7 – dane RAW (typ ustawiany tylko przez kamerę)
- 8...15 – RFU

### Własności i zalety
- kapsułkowany poprzez datagram UDP
- pozwala zachować kolejność pakietów, numerując je
- umożliwia retransmisję zagubionych pakietów
- zapewnia dotarcie pakietów poprzez zastosowanie metody potwierdzania od strony kamery